# Llanarthney
Llanarthney est une communauté du Pays de Galles au Royaume-Uni. La communauté est située dans le Carmarthenshire.
Depuis 2000, le jardin botanique national du pays de Galles s'est installé dans la communauté.

## Source
- (en) Cet article est partiellement ou en totalité issu de l’article de Wikipédia en anglais intitulé « Llanarthney » (voir la liste des auteurs).